# Argentochiloides
Argentochiloides is een geslacht van vlinders van de familie grasmotten (Crambidae).

## Soorten
- A. meridionalis Bassi, 1999
- A. xanthodorsellus Błeszyński, 1961